# Lungro
Lungro est une commune de la province de Cosenza, dans la région de Calabre, en Italie.

## Histoire
La commune abrite une forte communauté Arbëresh, descendant d’Albanais installés ici au XVe siècle, fuyant l’avance ottomane. Ces Albanais ont gardé une forte identité, parlant toujours leur langue, l’arbërisht. Dans leur dialecte, albanais teinté d’italien, le village se nomme « Ungra ».

## Administration
| Période                                  | Période  | Identité                | Étiquette | Qualité |
| ---------------------------------------- | -------- | ----------------------- | --------- | ------- |
| 2 octobre 2006                           | En cours | Maria Carolina Ippolito |           |         |
| Les données manquantes sont à compléter. |          |                         |           |         |

### Communes limitrophes
Acquaformosa, Altomonte, Firmo, Orsomarso, San Donato di Ninea, Saracena

## Monuments
La cathédrale Saint-Nicolas-de-Mira.